# Prags centralstation

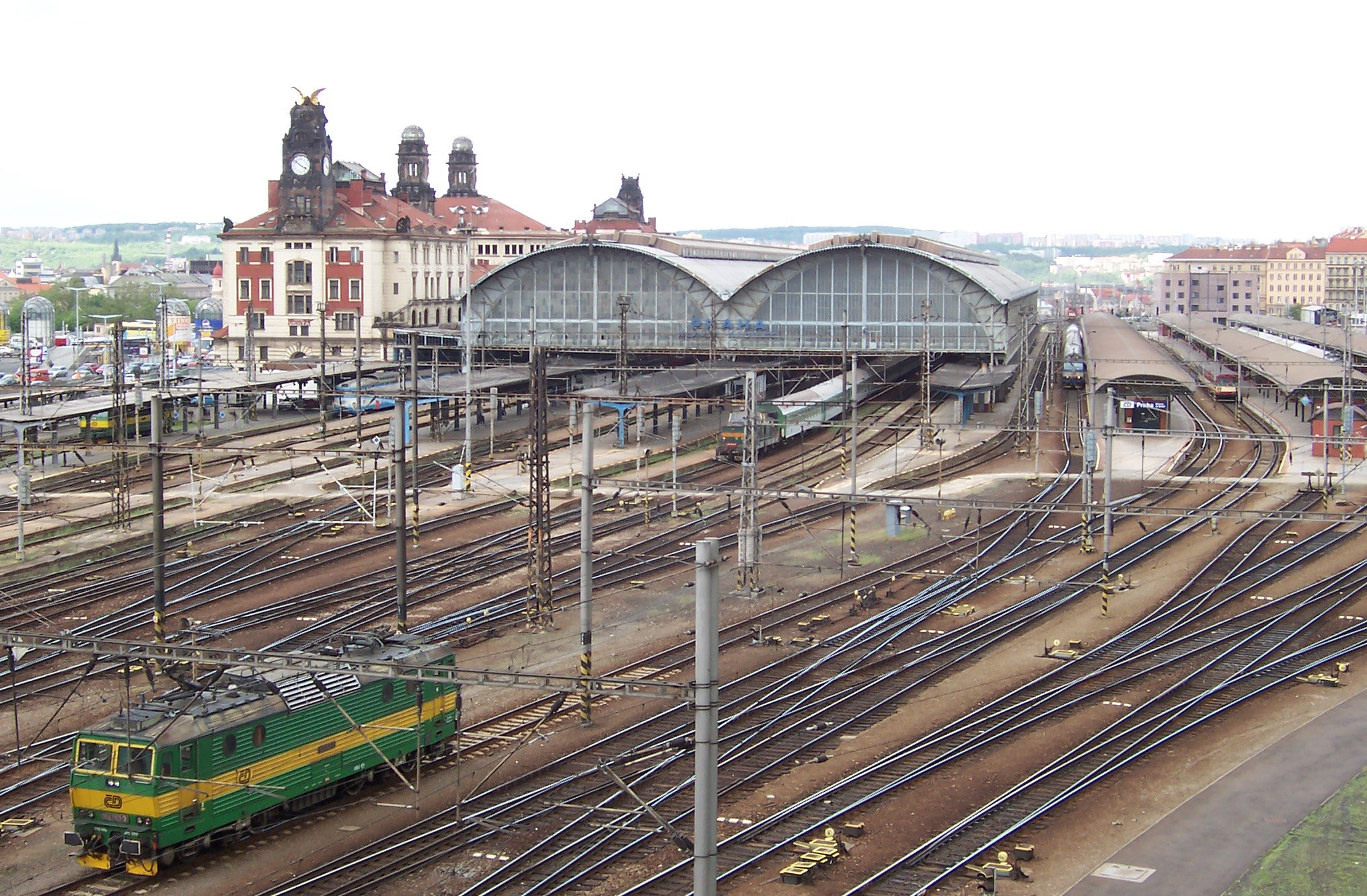
Prags centralstation

Prags centralstation, tjeckiska Praha hlavní nádraží, är Prags största järnvägsstation. Stationen har fjärrtrafik till Tjeckiens större städer: Brno, České Budějovice, Karlovy Vary, Olomouc, Ostrava, Plzeň och Ústí nad Labem. 
Centralstationen har även fjärrtrafik till bland annat Tyskland, Frankrike, Slovakien, Rumänien, Bulgarien, Österrike och Ryssland. Förutom snabbtåg trafikeras stationen av InterCity- och EuroCity-tåg. Stationen är ansluten till Prags tunnelbanas linje C. 
Dagens centralstation stod klar i sina första skepnad 1871 under namnet Kaiser-Franz-Joseph-Bahnhof. 1901-1909 följde en modernisering och stationen fick en ny utformning i jugendstil av arkitekten Josef Fanta. Efter första världskriget fick den namnet Wilsonovo nádraží efter Woodrow Wilson. Under den tyska ockupationen togs Wilson bort och namnet blev hlavní nádraží. 1970 följde en utbyggnad med ny ankomsthall i modern stil och tunnelbanan. 2013 renoveras den äldre delen i jugendstil.